# Melodía de arrabal (película)
Melodía de arrabal es un largometraje musical protagonizado por el cantante de tangos Carlos Gardel, dirigido por el francés Louis J. Gasnier, que constituye la última de la serie de películas francesas de Gardel realizadas por la empresa estadounidense Paramount en sus estudios de Joinville-le-Pont, en Francia. La película es coprotagonizada por la actriz argentino-española Imperio Argentina y el guion fue realizado por el brasileño Alfredo Le Pera. Gardel canta los temas «Melodía de arrabal», «Silencio», «Cuando tú no estás» y «Mañanita de sol», esta última a dúo con Imperio Argentina. Fue estrenada el 5 de abril de 1933 en el Cine Porteño de Buenos Aires.

## Contexto
En 1931 Carlos Gardel había logrado que la empresa estadounidense Paramount lo contratara para realizar su primer largometraje sonoro, Luces de Buenos Aires, en los estudios que tenía en la localidad de Joinville-le-Pont, a 40 kilómetros al sudoeste de la capital francesa, dedicada a producir películas para los mercados no estadounidenses. Pero al año siguiente, la Paramount francesa se encontraba en plena crisis, en el marco de la depresión mundial y de un clima político que se enrarecía, pocos meses antes de que Hitler tomara el poder en Alemania. Pese a ello, cuando ya había transcurrido el primer semestre de 1932 sin novedades y cuando Gardel ya había decidido volver a Buenos Aires, la empresa decidió realizar nuevas películas con el cantor argentino. 
En el marco de ese proyecto, se filmaron entre septiembre y diciembre de 1932, el largometraje Espérame, Melodía de arrabal, el tercer largometraje francés de Gardel, y el cortometraje La casa es seria. Concretamente, Melodía de arrabal se rodó en noviembre de 1932. Ese año había tomado importancia la presencia del brasileño Alfredo Le Pera, con quien Gardel había empezado a congeniar en diciembre del año anterior. Le Pera asumió las funciones de guionista de las películas y letrista de las canciones cuya melodía componía Gardel.

## Argumento
En el film Carlos Gardel interpreta a un malandrín que vive en cafetines de arrabal haciendo trampas en el juego y con la vocación escondida (berretín, en lenguaje lunfardo) de cantor de tangos. Un día conoce a Alina (Imperio Argentina), una profesora de canto que lo oye cantar y le aconseja dedicarse profesionalmente, prometiéndole su ayuda y alguna recomendación. La historia se complica cuando el protagonista mata a un conocido del hampa que amenaza con delatar su mal vivir a Alina. La película se estrenó con gran éxito en Buenos Aires y en todos los países hispanohablantes trascendiendo las fronteras naturales del idioma al emitirse en otros países y en diferentes idiomas como en Portugal, Brasil, Francia, Italia, Estados Unidos e incluso África, tal como cual lo atestiguan diferentes carteles publicitarios de la época promocionando el film. 

## Reparto
- Carlos Gardel (Roberto Ramírez)
- Imperio Argentina (Alina)
- Vicente Padula (Gutiérrez)
- Jaime Devesa (Rancales)
- Helena D'Algy (Marga)
- Felipe Sassone (Empresario)
- Manuel París (Maldonado)
- José Argüelles (Julián)
- Josita Hernán